# Попівка (Сумський район)
Попі́вка (МФА: [popiŭka] ( прослухати)) —  село в Україні, у Краснопільській селищній громаді Сумського району Сумської області. Населення становить 9 осіб. До 2020 орган місцевого самоврядування — Покровська сільська рада.

## Географія
Село Попівка розташоване у одного із витоків річки Ілек. На відстані 1 км розташоване село Москалівка (село ліквідоване у 1991 р. ), за 1.5 км - село Високе.
Село знаходиться на кордоні з Росією.

## Історія
- У 1767 просвітителем Олександром Палициним заснована Попівська академія
- За даними на 1864 рік у власницькому селі Охтирського повіту Харківської губернії мешкало 247 осіб (118 чоловічої статі та 129 — жіночої), налічувалось 22 дворових господарства[1].
- Село постраждало внаслідок геноциду українського народу, проведеного урядом СССР 1923-1933 та 1946-1947 роках.
- 12 червня 2020 року, відповідно до розпорядження Кабінету Міністрів України № 723-р «Про визначення адміністративних центрів та затвердження територій територіальних громад Сумської області», село увійшло до складу Краснопільської селищної громади[2].
- 19 липня 2020 року, в результаті адміністративно-територіальної реформи та ліквідації Краснопільського району, увійшло до складу новоутвореного Сумського району[3].

## Економіка
- Молочно-товарна ферма.